# Guillermo Martínez
Guillermo Martínez, född den 28 juni 1981 i Camagüey, är en kubansk friidrottare som tävlar i spjutkastning.
Martínez deltog vid VM 2005 i Helsingfors där han slutade på tionde plats efter ett kast på 72,68 meter. Vid VM 2007 i Osaka slutade han nia, denna gång efter att ha kastat 82,03 meter. Samma år vann han guld vid Panamerikanska spelen. 
Vid VM 2009 i Berlin slutade han tvåa efter Andreas Thorkildsen med ett kast på 86,41 meter. 

## Personliga rekord
- Spjutkastning - 87,17 meter från 2006